# 21 ноября
21 ноября — 325-й день года (326-й в високосные годы) по григорианскому календарю.
До конца года остаётся 40 дней.
До 15 октября 1582 года — 21 ноября по юлианскому календарю, с 15 октября 1582 года — 21 ноября по григорианскому календарю.
В XX и XXI веках соответствует 8 ноября по юлианскому календарю.

## Праздники и памятные дни

### Международные
- ООН — Всемирный день телевидения.

### Национальные
- Украина — День достоинства и свободы.

### Профессиональные
- Россия — День работника налоговых органов Российской Федерации.

### Религиозные
Католицизм
 — Введение во храм Пресвятой Богородицы.
 В православной церкви
 — Собор Архистратига Михаила и прочих Небесных Сил бесплотных;
 — память архангелов Гавриила, Рафаила, Уриила, Селафиила, Иегудиила, Варахиила и Иеремиила.

## События

### До XIX века
- 1325 — в Золотой Орде великий князь тверской Дмитрий Михайлович Грозные Очи убил князя московского Юрия Даниловича.
- 1472 — венчание великого князя Московского Иоанна III Васильевича с греческой царевной Софией Палеолог (племянницей последнего Византийского императора).
- 1620 — после трёхмесячного плавания на корабле «Мэйфлауэр» семьи английских переселенцев-пуритан высаживаются в Северной Америке в районе мыса Код.
- 1699
  - Пётр I издал указ о рекрутской повинности.
  - в селе Преображенском под Москвой заключён Преображенский союзный договор Саксонии, Польши и России против Швеции.
- 1731 — учреждён Кабинет в составе трёх министров — верховный орган управления Россией при дворе Анны Иоанновны[4].
- 1764 — указом Екатерины II упразднена Гетманщина на Украине.
- 1783 — состоялся первый в истории полёт людей на воздушном шаре. Двое французов поднялись на высоту 915 метров в пригороде Парижа и приземлились спустя 25 мин.
- 1797 — Павел I утверждает общий праздник всех кавалеров российских орденов.

### XIX век
- 1806 — объявление Наполеоном «континентальной блокады» Англии.
- 1836 — началась битва при Константине, в ходе которой экспедиционный корпус французов потерпел сокрушительное поражение от арабов.
- 1847 — на озере Мичиган сгорел голландский пароход «Феникс». Погибли 240 человек.
- 1877 — изобретение Томасом Эдисоном фонографа.
- 1878 — Сражение при Али-Масджид, начало Второй англо-афганской войны.

### XX век
- 1905
  - Создание Московского совета рабочих депутатов.
  - В Петербурге учреждён Союз русского народа.
- 1916 — налетев на немецкую мину, затонул «Британник» — корабль-близнец «Олимпика» и «Титаника».
- 1920 — Кровавое воскресенье в Ирландии.
- 1921 — в Сремски-Карловци открылся I Всезарубежный церковный собор, образовавший Высшее русское церковное управление и фактически положивший начало официальной деятельности Русской православной церкви заграницей.
- 1926 — в Витебске открыт Национальный академический драматический театр имени Якуба Коласа.
- 1934 — первое выступление Эллы Фицджеральд.
- 1935 — первое присвоение звания Маршала Советского Союза. Его удостоились военачальники К. Е. Ворошилов, М. Н. Тухачевский, С. М. Будённый, А. И. Егоров, В. К. Блюхер.
- 1937 — первое исполнение 5-й симфонии Д. Д. Шостаковича[4].
- 1942
  - Немецкая 6-я армия Ф. Паулюса окружена под Сталинградом.
  - Создан Красноярский государственный медицинский институт.
- 1944 — освобождение города Котор (Югославия) от немецких войск.
- 1945 — Гватемала вступила в ООН.
- 1964 — окончание третьей сессии Второго Ватиканского собора. Папа Павел VI формально заявляет: «Мария — Мать Церкви».
- 1965 — в Москве открылся Детский музыкальный театр, в настоящее время имени Натальи Ильиничны Сац.
- 1969 — президент США Ричард Никсон и премьер-министр Японии Эйсаку Сато договорились о передаче в 1973 году Японии острова Окинава и удалении с территории острова всего ядерного оружия.
- 1979 — демонстрантами сожжено посольство США в Исламабаде, Пакистан.
- 1980 — техногенная катастрофа на озере Пенёр, США.
- 1991 — указами президента РСФСР Бориса Ельцина на базе АН СССР была создана современная Российская академия наук (РАН), а налоговая служба выделена из Министерства финансов.
- 1995 — на базе ВВС США Райт-Паттерсон (Дейтон, штат Огайо) согласованы «Общее рамочное соглашение о мире в Боснии и Герцеговине» и 11 приложений к нему («Дейтонские соглашения»).
- 1996 — в штаб-квартире ООН проводится Первый всемирный телевизионный форум.
- 1998 — первый запуск китайской беспилотной космической ракеты.

### XXI век
- 2002 — НАТО направила приглашения в адрес Болгарии, Латвии, Литвы, Румынии, Словакии и Словении.
- 2004 — после взлёта из Баотоу (Китай) упал самолёт Bombardier CRJ200, погибли 55 человека.
- 2012 — Конгрессом США официально отменена поправка Джексона — Вэника.
- 2013 — обрушение торгового центра «Maxima» в Риге.
- 2013 — в центре Киева начался Евромайдан — массовая многомесячная акция протеста.
- 2017 — президент Зимбабве Роберт Мугабе отстранён от власти.
- 2019
  - Театру «Ленком» присвоено имя Марка Захарова, театр официально называется «Московский государственный театр „Ленком Марка Захарова“».
  - Открылись Московские центральные диаметры.
- 2024 — вторжение России на Украину: ракетный удар по Днепру с первым, по заверению властей России, применением баллистической ракеты средней дальности «Орешник»

## Родились

### До XIX века
- 1495 — Джон Бойл (ум. 1563), английский епископ и драматург.
- 1694 — Вольтер (при рожд. Франсуа-Мари Аруэ; ум. 1778), французский философ-просветитель, писатель, историк.
- 1768 — Фридрих Шлейермахер (ум. 1834), немецкий философ, теолог, проповедник.

### XIX век
- 1818 — Льюис Морган (ум. 1881), американский этнограф, социолог, один из основоположников эволюционизма в социальных науках.
- 1834 — Гетти Грин (ум. 1916), американская предпринимательница, в своё время самая богатая женщина в мире.
- 1840 — Виктория Саксен-Кобург-Готская (ум. 1901), британская принцесса, супруга Фридриха III, императора Германии.
- 1849 — Юхан Август Бринелль (ум. 1925), шведский инженер, металлург.
- 1852 — Франсиско Таррега (ум. 1909), испанский классический гитарист, композитор.
- 1854 — Бенедикт XV (в миру Джакомо, маркиз делла Кьеза; ум. 1922), 258-й папа римский (1914—1922).
- 1866 — Сигбьёрн Обстфеллер (ум. 1900), норвежский писатель.
- 1867 — Владимир Ипатьев (ум. 1952), русско-американский химик, академик.
- 1870 — Александр Беркман (ум. 1936), американский публицист и политик, деятель анархического движения.
- 1888 — Виктор Савин (ум. 1943), коми советский поэт, драматург, актёр.
- 1893 — граф Михаил Сумароков-Эльстон (ум. 1970), российский теннисист, участник Олимпиады 1912 года в Стокгольме.
- 1897 — Вито Дженовезе (ум. 1969), американский мафиозо.
- 1898
  - Рене Франсуа Гислен Магритт (ум. 1967), бельгийский художник-сюрреалист.
  - Лидия Тимашук (ум. 1983), советский врач-кардиолог, автор письма-псевдоразоблачения о якобы неправильном лечении А. А. Жданова, которое послужило поводом для «дела врачей».
- 1899 — Джобина Ролстон (ум. 1967), американская актриса немого кино.

### XX век
- 1902
  - Владимир Бунчиков (ум. 1995), советский певец (лирический баритон), заслуженный артист РСФСР.
  - Михаил Суслов (ум. 1982), советский партийный и государственный деятель.
- 1904
  - Исаак Башевис-Зингер (ум. 1991), американский писатель, лауреат Нобелевской премии (1978).
  - Коулмен Хокинс (ум. 1969), американский джазовый музыкант, тенор-саксофонист.
- 1905 — Татьяна Лукашевич (ум. 1972), советский кинорежиссёр и сценарист.
- 1908 — Владимир Эфроимсон (ум. 1989), советский учёный-генетик, диссидент, правозащитник.
- 1909
  - Михаил Бубеннов (ум. 1983), советский писатель, лауреат Сталинской премии по литературе I степени.
  - Михаил Садовский (ум. 1977), актёр театра и кино, заслуженный артист РСФСР.
- 1915 — Михаил Овсянников (ум. 1987), советский философ и педагог, автор книг о Гегеле.
- 1918 — Михаил Глузский (ум. 2001), актёр театра и кино, мастер художественного слова, педагог, народный артист СССР.
- 1919 
  - Виктория Горшенина (ум. 2014), актриса театра и кино, заслуженная артистка РСФСР.
  - Герт Фредриксон (ум.2006), шведский гребец на байдарках, 6-кратный олимпийский чемпион
- 1920 — Ян Френкель (ум. 1989), композитор песенного жанра, народный артист СССР.
- 1927 — Тамара Носова (ум. 2007), советская и российская киноактриса, народная артистка РФ.
- 1928 — Нинель Ткаченко (ум. 2007), украинская, белорусская и российская оперная певица (сопрано), режиссёр-постановщик, народная артистка СССР.
- 1936 — Александр Гинзбург (ум. 2002), журналист, издатель, правозащитник и диссидент, член Московской Хельсинкской группы.
- 1940 
  - Наталия Макарова, советская и американская балерина, балетмейстер, актриса театра и кино.
  - Терри Дишингер (ум. 2023), американский баскетболист, олимпийский чемпион (1960).
- 1943
  - Михаил Голубович (ум. 2023), советский и украинский актёр театра и кино.
  - Жак Лаффит, французский автогонщик, пилот «Формулы-1».
- 1944
  - Александр Горленко (ум. 2024), советский и российский режиссёр мультипликации, художник-мультипликатор, педагог.
  - Харольд Рамис (ум. 2014), американский киноактёр, режиссёр и сценарист («Охотники за привидениями», «День сурка», «Анализируй это» и др.).
- 1945 — Голди Хоун, американская актриса, продюсер, режиссёр и певица, лауреат премии «Оскар».
- 1946 — Олег Каган (ум. 1990), советский скрипач, заслуженный артист РСФСР.
- 1949 — Анатолий Куксов (ум. 2022), советский футболист и  украинский футбольный тренер.
- 1952 — Эймунтас Някрошюс (ум. 2018), советский и литовский театральный режиссёр.
- 1960 — Брайан Макнамара, американский актёр кино и телевидения.
- 1961 — Алексей Весёлкин (ум. 2025), советский и российский актёр, режиссёр, теле- и радиоведущий, шоумен.
- 1963
  - Ник Перумов, российский писатель-фантаст.
  - Николлетт Шеридан, британская актриса кино и телевидения.
- 1965 — Бьорк (полн. имя Бьорк Гудмундсдоттир), исландская певица, актриса, музыкант, автор песен.
- 1966 — Евгений Бареев, российский шахматист и тренер, 4-кратный победитель шахматных олимпиад.
- 1968 — Антонио Тарвер, американский боксёр.
- 1972 — Галина Куклева, российская биатлонистка, олимпийская чемпионка (1998), трёхкратная чемпионка мира.
- 1976 — Тодд Лодвик, американский двоеборец, двукратный чемпион мира.
- 1979 
  - Алекс Танге, канадский хоккеист, обладатель Кубка Стэнли (2001).
  - Винченцо Яквинта, итальянский футболист, чемпион мира (2006).
- 1983 — Даниэла Ирашко-Штольц, австрийская прыгунья на лыжах с трамплина, двукратная чемпионка мира.
- 1985 — Хесус Навас, испанский футболист, чемпион мира (2010) и Европы (2012).
- 1988 — Эрик Френцель, немецкий двоеборец, трёхкратный олимпийский чемпион, многократный чемпион мира.
- 1994
  - Рисако Каваи, японская спортсменка, двукратная олимпийская чемпионка по вольной борьбе (2016, 2020).
  - Сауль Ньигес, испанский футболист.
- 1995 — Владислав Гавриков, российски хоккеист, олимпийский чемпион (2018).

## Скончались

### До XIX века
- 1325 — убит Юрий Данилович (р. 1281), князь Московский (1303—1325), великий князь Владимирский (1318—1322), князь Новгородский (1322—1325).
- 1506 — Энгельберт Клевский (р. 1462), французский аристократ, граф Невера, Этампа и Э (с 1491).
- 1555 — Георгий Агрикола (р. 1494), немецкий учёный, один из «отцов» минералогии.
- 1652 — Ян Брожек (р. 1585), польский священник, астроном, богослов, математик, педагог и медик.
- 1695 — Генри Пёрселл (р. 1659), английский композитор.
- 1728 — Фёдор Апраксин (р. 1661), сподвижник Петра I, генерал-адмирал; командовал русским флотом в Северной войне и Персидском походе.
- 1733 — Луи де Булонь Младший (р. 1654), французский придворный живописец, гравёр.
- 1782 — Жак де Вокансон (р. 1709), французский механик и изобретатель.

### XIX век
- 1811 — Генрих фон Клейст (р. 1777), немецкий драматург, поэт и прозаик.
- 1835 — Джеймс Хогг (р. 1770), шотландский поэт и прозаик.
- 1844
  - Иван Крылов (р. 1769), русский баснописец, поэт, публицист и издатель.
  - Филипп фон Фелленберг (р. 1771), швейцарский просветитель, соратник Песталоцци.
- 1869 — Филипп (до пострижения Филипп Андреевич Хорев, в монашестве — Филарет; р. 1802), схимонах РПЦ, основатель Пещерной обители и киновии Боголюбовой Богоматери.
- 1874 — Мариа Фортуни (р. 1838), испанский живописец, один из лидеров романтического ориентализма.

### XX век
- 1908 — Фёдор Шмидт (р. 1832), российско-эстонский геолог, ботаник, палеонтолог.
- 1909 — Педер Северин Кройер (р. 1851), датский живописец.
- 1916 — Франц Иосиф I (р. 1830), император Австрийской империи (с 1848) и король Венгрии (с 1867), начавший Первую мировую войну.
- 1933 — Григорий Прозрителев (р. 1849), русский учёный-краевед, общественный деятель.
- 1934 — погиб Николай Гронский (р. 1909), русский поэт «первой волны» эмиграции.
- 1937 — Мелитон Баланчивадзе (р. 1863), грузинский советский композитор.
- 1944
  - Жозеф Кайо (р. 1863), французский политик и государственный деятель III республики.
  - Морис Палеолог (р. 1859), французский дипломат, посол Франции в России в период Октябрьской революции.
- 1945 — Роберт Бенчли (р. 1889), американский театральный критик, киноактёр и юморист.
- 1963 — Пьер Бланшар (р. 1892), французский актёр театра и кино.
- 1967 — Владимир Лебедев (р. 1891), советский художник-график.
- 1970 — Чандрасекхара Венката Раман (р. 1888), индийский физик, лауреат Нобелевской премии (1930).
- 1984 — Арвид Янсонс (р. 1914), латвийский дирижёр, скрипач, народный артист СССР.
- 1985 — митрополит Филарет (в миру Георгий Николаевич Вознесенский; р. 1903), 3-й глава синода Русской православной церкви за границей (1965—1985).
- 1991 — Юлия Друнина (р. 1924), советская поэтесса (самоубийство).
- 1995 — Лейла Мурад (р. 1918), египетская эстрадная певица и актриса еврейского происхождения.

### XXI век
- 2006 — Хассан Гулед Аптидон (р. 1916), первый президент Джибути (1977—1999).
- 2009 — Константин Феоктистов (р. 1926), советский лётчик-космонавт, Герой Советского Союза.
- 2011 — Энн Маккефри (р. 1926), американская писательница-фантаст.
- 2020 — Наталья Бонк (р. 1924), советский и российский педагог и лингвист, автор популярной методики изучения английского языка.
- 2021 — Нина Русланова (р. 1945), советская и российская актриса театра и кино, народная артистка России.

## Приметы
Михайлов день. Михайловы оттепели, михайловские грязи.
- Со дня Михаила Архангела зима морозы куёт.
- Коли на Михайлов день иней — жди больших снегов, если день начинается туманом — быть оттепели.
- С Михайлова дня скот загоняют на зимний корм.
- Михайлов день — весёлый и сытый праздник.